# جناد (السياني)

تعديل مصدري - تعديل

جناد هي إحدى قرى عزلة النقيلين بمديرية السياني التابعة لمحافظة إب، بلغ تعداد سكانها 959 نسمة حسب تعداد اليمن لعام 2004.